# Língua kaman
Kaman (Geman, Geman Deng), ou Miju (Miju Mishmi, Midzu), é uma pouco falada língua da Índia com poucos falantes na China. Alguns estudiosos a consideram Sino-Tibetana, outros com língua isolada.

## Geografia
Na China oa Kaman / Mijus são conhedidos como Deng 僜人. Aí, os Deng são mais de mil no condado Zayü no Tibete e mil deles se chamam tɑ31 ruɑŋ53 (大让 e 130 se chamam kɯ31 mɑn35 (格曼) (Geman). São vizinhos de falantes da língua Idu Mishmi ou povo i53 du31 (义都).
Na Índia, Miju é falado no Hawaii Circle e na área Parsuram Kund, Distrito Lohit , Arunachal Pradesh (Boro 1978, Dasgupta 1977). Ethnologue relata que Miju é falado em 25 aldeias localizadas em áreas altas ao leste dos vales superiores de Lohit e Dau, que estão localizados a leste dos vales Haguliang, Billong e Tilai.

## Escrita
A língua usa o alfabeto latino quase completo. Não o usa o C isolado, mas usa Ch; não tem as letras Q e X. Usa o ǝ.

## Fonologia
Os fonemas Kaman são aqui apresentados

### Consoantes
|                     | Bilabial | Bilabial | Labio- dental | Labio- dental | Dental | Dental | Alveolar | Alveolar | Post-alveolar | Post-alveolar | Retroflexa | Retroflexa | Palatal | Palatal | Velar palatizada | Velar palatizada | Labial palatizada | Labial palatizada | Glotal | Glotal |
| ------------------- | -------- | -------- | ------------- | ------------- | ------ | ------ | -------- | -------- | ------------- | ------------- | ---------- | ---------- | ------- | ------- | ---------------- | ---------------- | ----------------- | ----------------- | ------ | ------ |
| Oclusiva            | p, pʰ    | b        |               |               |        |        | t, tʰ    | d        |               |               |            |            |         |         |                  |                  | k, kʰ             | ɡ                 | ʔ      |        |
| Africada            |          |          |               |               |        |        | ts       | dz       | tʃ, tʃʰ       | dʒ            |            |            |         |         |                  |                  |                   |                   |        |        |
| Fricativa           |          |          | f             | v             | θ      | ð      | s        | z        | ʃ             |               |            |            |         |         |                  |                  |                   |                   | xʷ     | ɣʷ     |
| Nasal               |          | m        |               |               |        |        |          | n        |               |               |            | ɳ          |         | ɲ       |                  |                  |                   |                   |        |        |
| Vibrante            |          |          |               |               |        |        |          | r        |               |               |            |            |         |         |                  |                  |                   |                   |        |        |
| Vibrante.1          |          |          |               |               |        |        |          |          |               |               |            | ɽ          |         |         |                  |                  |                   |                   |        |        |
| Aproximante         | w        |          |               | ʋ             |        |        |          |          |               |               |            |            |         | j       |                  |                  |                   |                   |        |        |
| Lateral aproximante |          |          |               |               |        |        |          | l        |               |               |            | ɭ          |         |         |                  |                  |                   |                   |        |        |

### Vogais
|              | Anterior | Central | Posterior |
| ------------ | -------- | ------- | --------- |
| FEchada      | i        | ɨ       | u         |
| Meio-fechada |          |         | o         |
| Meio aberta  | ɛ        | ə       | ʌ • ɔ     |
| Aberta       |          | a       |           |

### Tons
São três os tons em Miju (Kaman): ascendente (á), descendente (à), nivelado (ā).

## References
{{Reflist}